# Chenopodium spinescens
Chenopodium spinescens är en amarantväxtart som först beskrevs av Robert Brown, och fick sitt nu gällande namn av S. Fuentes och Borsch. Chenopodium spinescens ingår i släktet ogräsmållor, och familjen amarantväxter. Inga underarter finns listade i Catalogue of Life.

## Bildgalleri

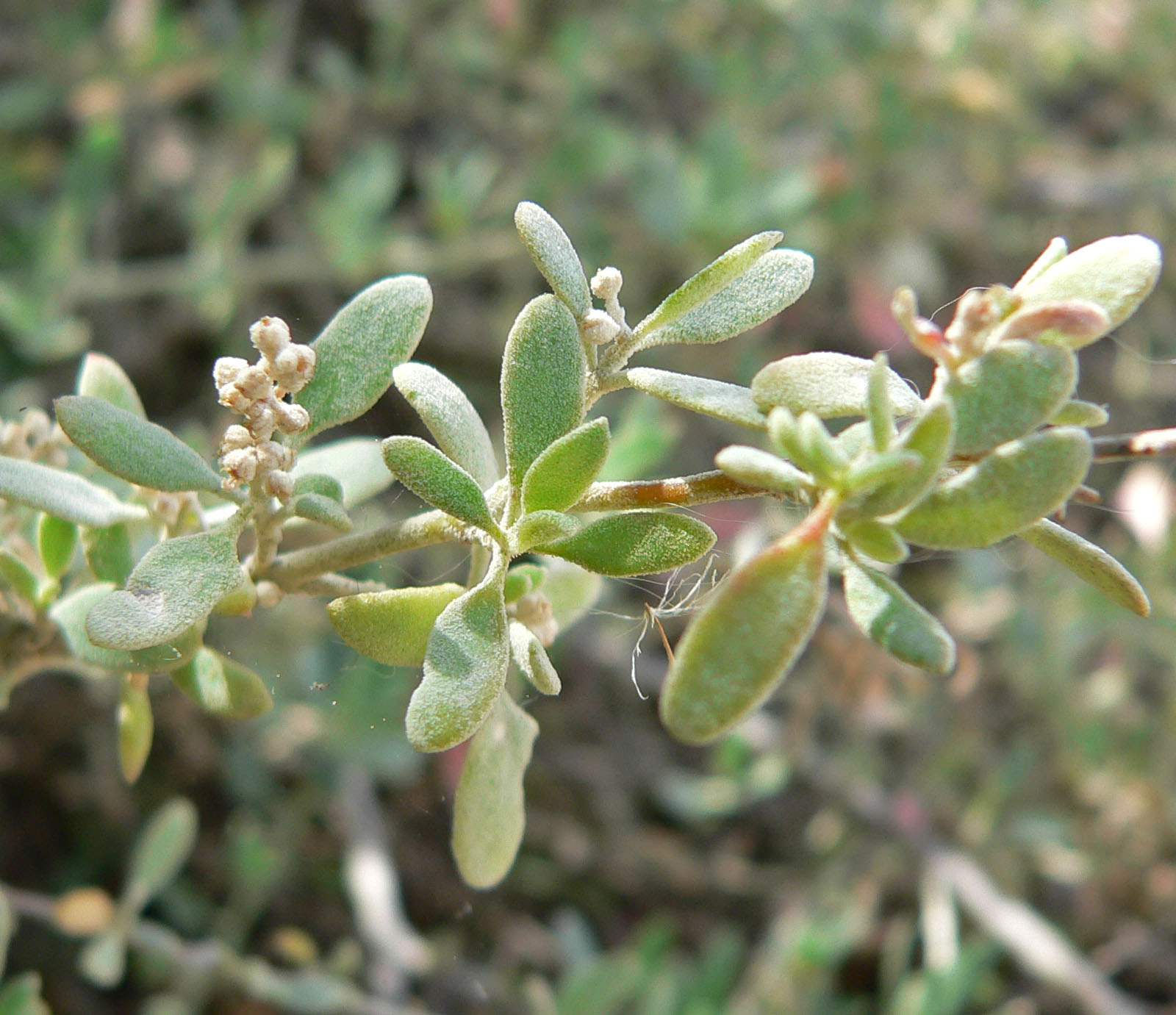
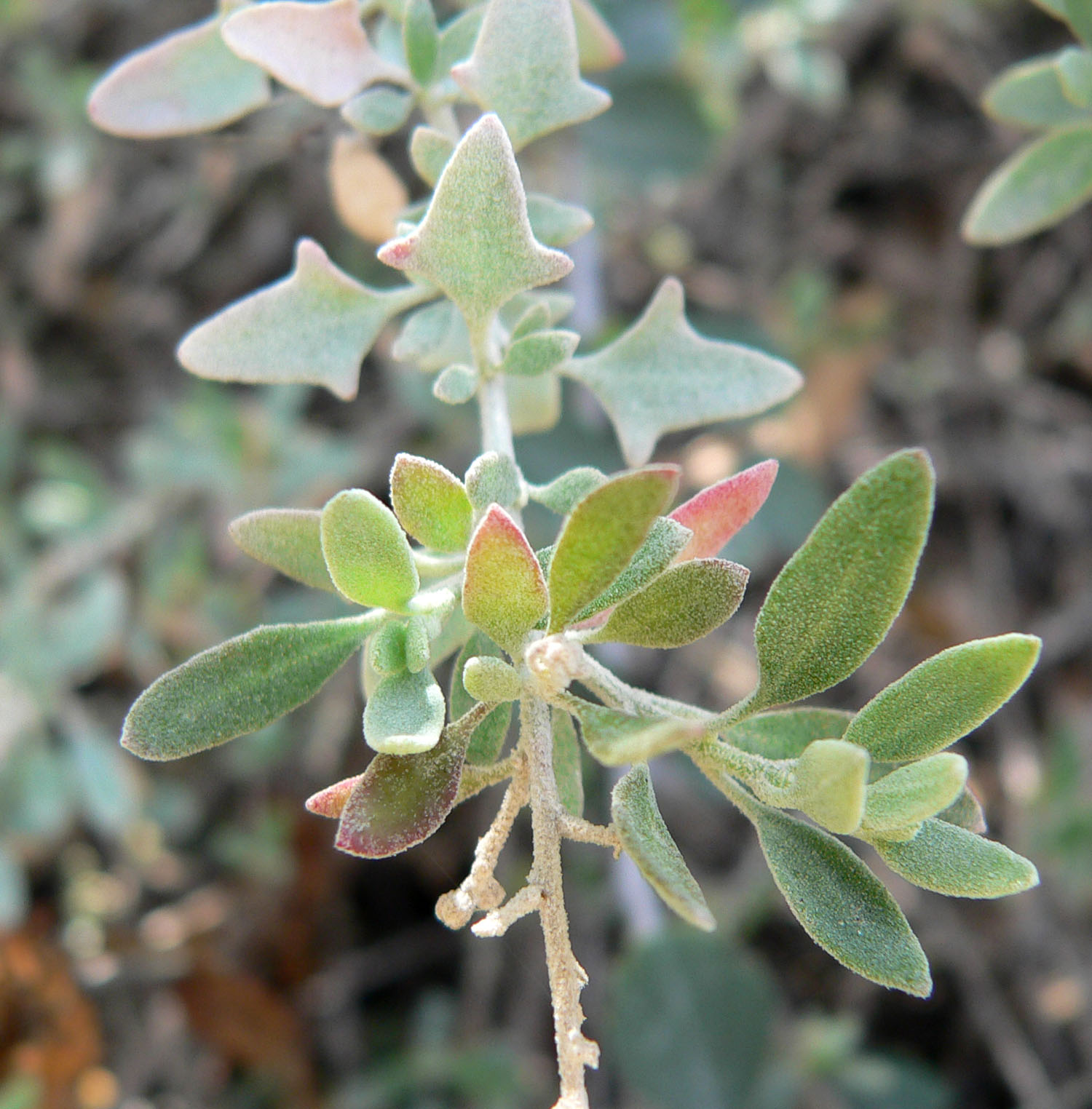